# Ostrožnik (Gradaščica)
Ostrožnik je levi pritok reke Gradaščice, ki izvira v Polhograjskem hribovju, zahodno od Ljubljane. Sodi v porečje Ljubljanice.